# Стародавній Коринф
37°54′21″ пн. ш. 22°52′43″ сх. д. / 37.905785° пн. ш. 22.878741° сх. д.
Коринф або Коринт ([ˈkɒrɪnθ] KORR-inth; Greek Korinthos; Дорична дав.-гр. Ϙόρινθος; лат. Corinthus) був містом-державою (полісом), яке розташовується на Коринфському перешийку, вузькій ділянці землі, яка з'єднує Пелопоннес з материковою частиною Греції, приблизно на півдорозі між Афінами і Спартою. Сучасне місто Коринф розташоване приблизно в 5 кілометрах на північний схід від стародавніх руїн. З 1896 року, систематичні археологічні дослідження Коринфських розкопок, які проводила Американська школа класичних досліджень в Афінах, знайшли значні частини стародавнього міста, а нещодавні розкопки, проведені Міністерством культури Греції, відкрили нові важливі аспекти античності.
Для християн Коринф добре відомий з двох послань святого Павла в Новому Завіті, Першого та Другого послань до Коринтян. Коринф також згадується в Діях Апостолів як частина місіонерських подорожей апостола Павла. Крім того, друга книга «Опис Греції» Павсанія присвячена Коринфу.
Стародавній Коринф був одним з найбільших і найважливіших міст Греції, де проживало 90 000 жителів у 400 до н. е.. Римляни зруйнували Коринф у 146 році до нашої ери, на його місці побудували нове місто в 44 році до нашої ери, а пізніше воно стало столицею провінції Греції.

## Історія
Завдяки Неолітичній кераміці можна припустити, що місцевість Коринфа була зайнята заселена з 6500 р. до н. е. і постійно була зайнята в епоху ранньої бронзи, коли, за припущеннями, поселення відігравало роль центру торгівлі. Проте спостерігається різке зниження керамічних залишків під час фази ранньої елладики II і лише рідкісні керамічні залишки у фазах EHIII та MH; таким чином, виявляється, що ця територія була дуже рідко заселена в період безпосередньо перед мікенським періодом. На узбережжі поблизу Лехайона існувало поселення, яке вело торгівлю через Коринфську затоку; сам Коринф, ймовірно, не був знову сильно заселений приблизно в 900 р. до н. е., коли вважається, що там оселилися дорійці.
Згідно з коринфським міфом, який розповідає Павсаній, місто заснував Коринф, нащадок бога Зевса. Проте інші міфи припускають, що його заснувала богиня Ефіра, дочка титана Океана, через це стародавня назва міста (також Ефіра).
Деякі стародавні назви місця походять від догрецької «пелазгійської» мови, наприклад, Коринф. Імовірно, що Коринф також був місцем мікенського міста-палацу бронзового віку, як-от Мікени, Тірінф або Пілос. Згідно з міфом, Сізіф заснував расу стародавніх царів у Коринфі. Також саме у Коринфі Ясон, вождь аргонавтів, покинув Медею. У період Троянської війни, як показано в «Іліаді», коринтяни брали участь під проводом Агамемнона.
У коринфському міфі, переказаному Павсанію у 2 столітті нашої ери, Бріарей, один із гекатонхірів, був арбітром у суперечці між Посейдоном і Геліосом, між морем і сонцем. Його рішення полягало у тому, що Коринфський перешийок належав Посейдону, а Коринфський акрополь (Акрокоринф) був власністю Геліоса. Геліос, бог сонця, отримав найближчу до неба область, а морський бог Посейдон- лише перешийок біля моря.
Джерело Верхній Пейрен знаходиться в стінах акрополя. «Джерело, яке знаходиться за храмом, кажуть, було даром Асопа Сізіфу. Останній знав, згідно з легендою, що Зевс захопив Егіну, дочку Асопа, але відмовився надати інформацію шукачеві допоки він не отримав джерело на Акрокоринфі». (Павсаній, 2.5.1). За легендою, крилатий кінь Пегас пив з джерела, але його схопив та приборкав коринфський герой Беллерофонт.

### Коринф під вакхіадами

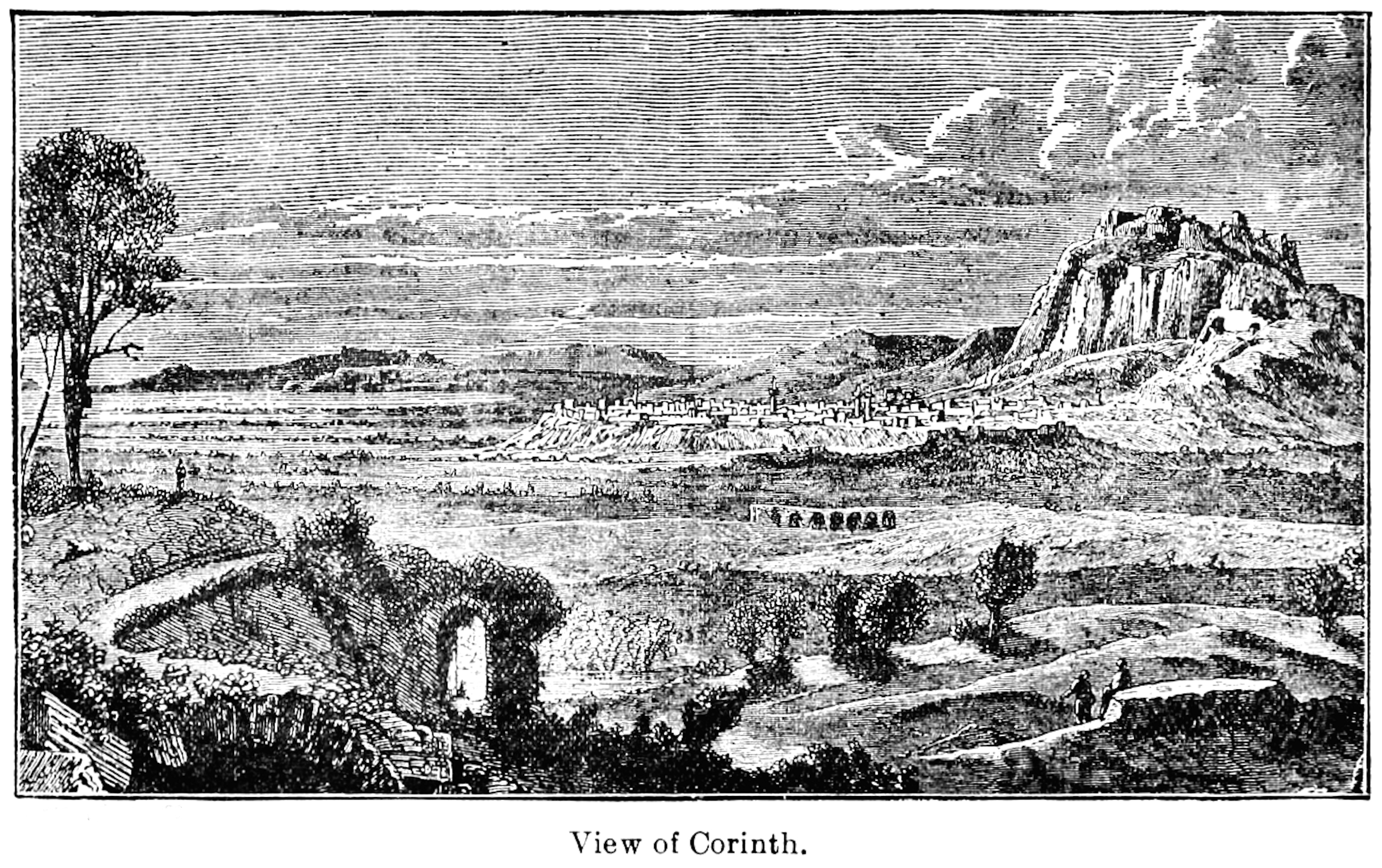
Вид на стародавній Коринф

Коринф був затокою Греції 8-го століття. Вакхіади (давньогрецька: Βακχιάδαι Bakkhiadai) — це тісно згуртований доричний клан і споріднена група, яка правила, архаїчним Коринфом у 8-7 століттях до нашої ери. Це був період збільшення коринфської культурної могутності. У 747 р. до н. е. (загальноприйнята дата) аристократія витіснила Ваккіадаїв Пританеїв і відновила королівство, приблизно в той час, коли Лідське королівство (самоназва Basileia Sfard) було найвищим, що збігалося з сходженням Василея Мелеса, короля Лідії. Вакхіади, складалися приблизно з декількох сотень дорослих чоловіків, взяли владу від останнього царя Телеста (з дому Сізіфа) у Коринфі. Вакхіади відмовилися від царської влади і правили як група, керуючи містом шляхом щорічного обрання пританісу (який обіймав царський пост протягом свого короткого терміну), ймовірно, поради (хоча жоден з них не зафіксований у мізерних літературних матеріалах) та полемарху на чолі армії.
За правління Вакхідів з 747 по 650 рр. до н. е. Коринф став єдиною державою. У цей час було збудовано масштабні громадські будівлі та пам'ятники. У 733 році до н. Коринф заснував колонії на Корсирі та в Сіракузах. До 730 до н. е. Коринф перетворився на високорозвинене грецьке місто з населенням не менше 5000 чоловік.
Арістотель розповідає історію Філолая з Коринфу, вакхіада, який був законовчителем у Фівах. Він став коханцем Діокла, переможця Олімпійських ігор. Вони обидва до кінця своїх днів прожили у Фівах. Їхні гробниці були побудовані поруч один з одним, причому гробниця Філолая спрямована у бік Коринфу, а гробниця Діокла — убік.
У 657 році до н. полемарх Кіпсел отримав у Дельфах оракул, який він витлумачив як те, що він має правити містом. Він захопив владу та вигнав Вакхіадів.

### Коринф під владою тиранів
Кіпселус або Кіпселос (грец. Κύψελος) був першим тираном Коринфу у VII столітті до нашої ери. У 658—628 рр. до н. е. він усунув від влади вакхічну аристократію та правив протягом трьох десятиліть. У 650 році до н. він збудував храми Аполлону та Посейдону.

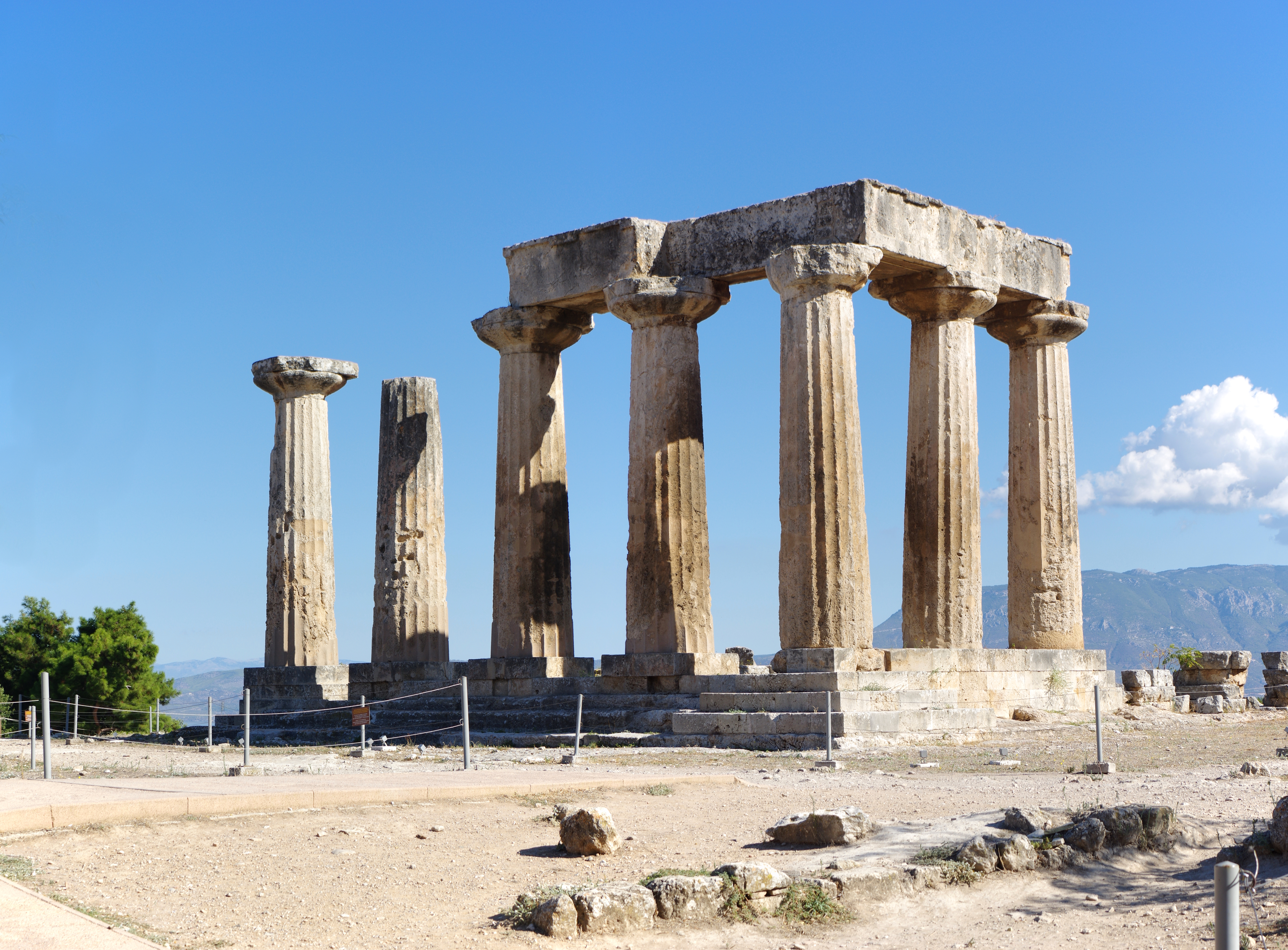
Храм Аполлона побудований в доричному стилі на руїнах більш раннього храму, що є гарним прикладом периптерального храму, який підртимують 38 колон, 7 з яких досі на місці.

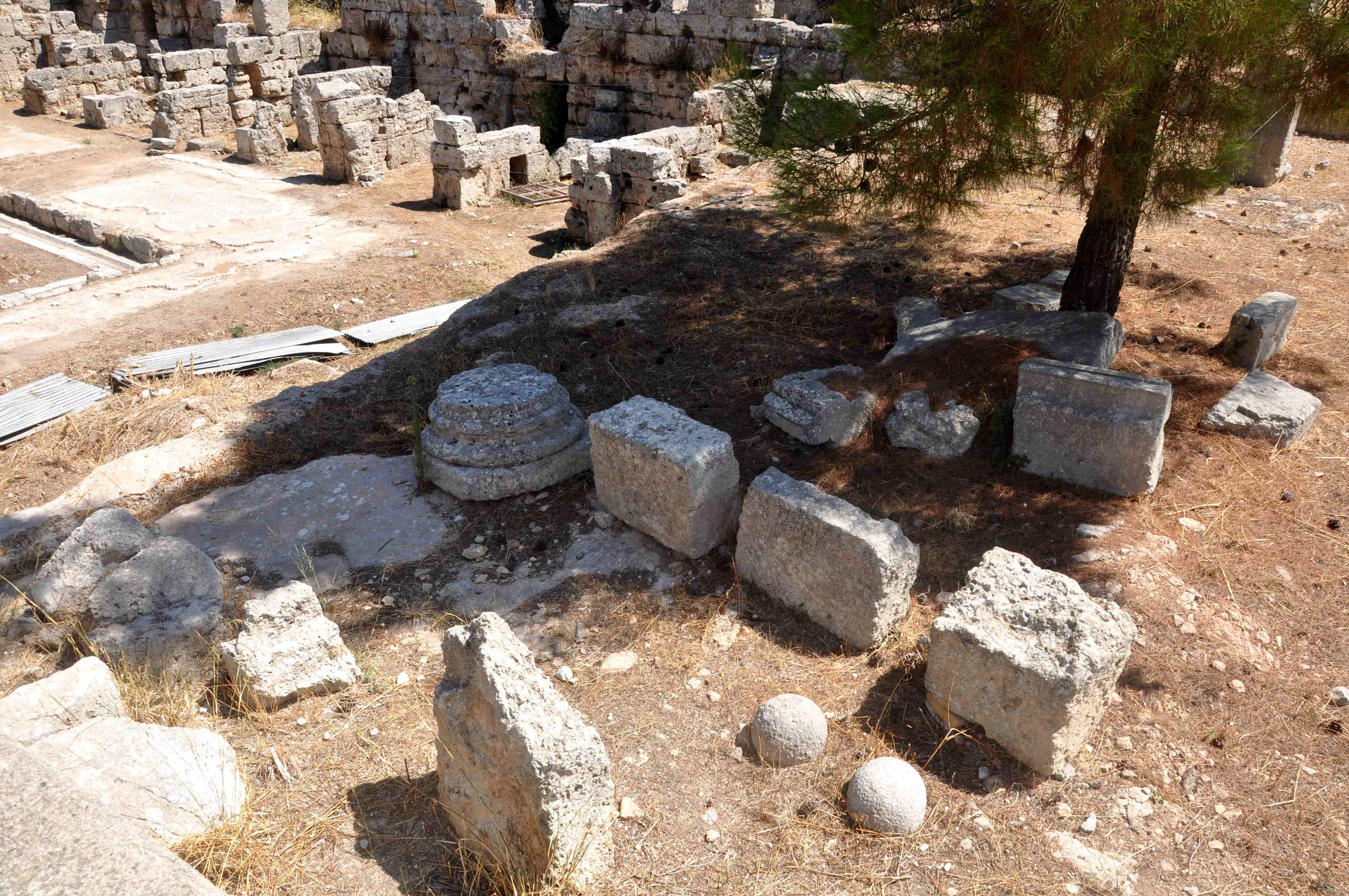
Археологічна пам'ятка, розташована неподалік від храму Аполлона.

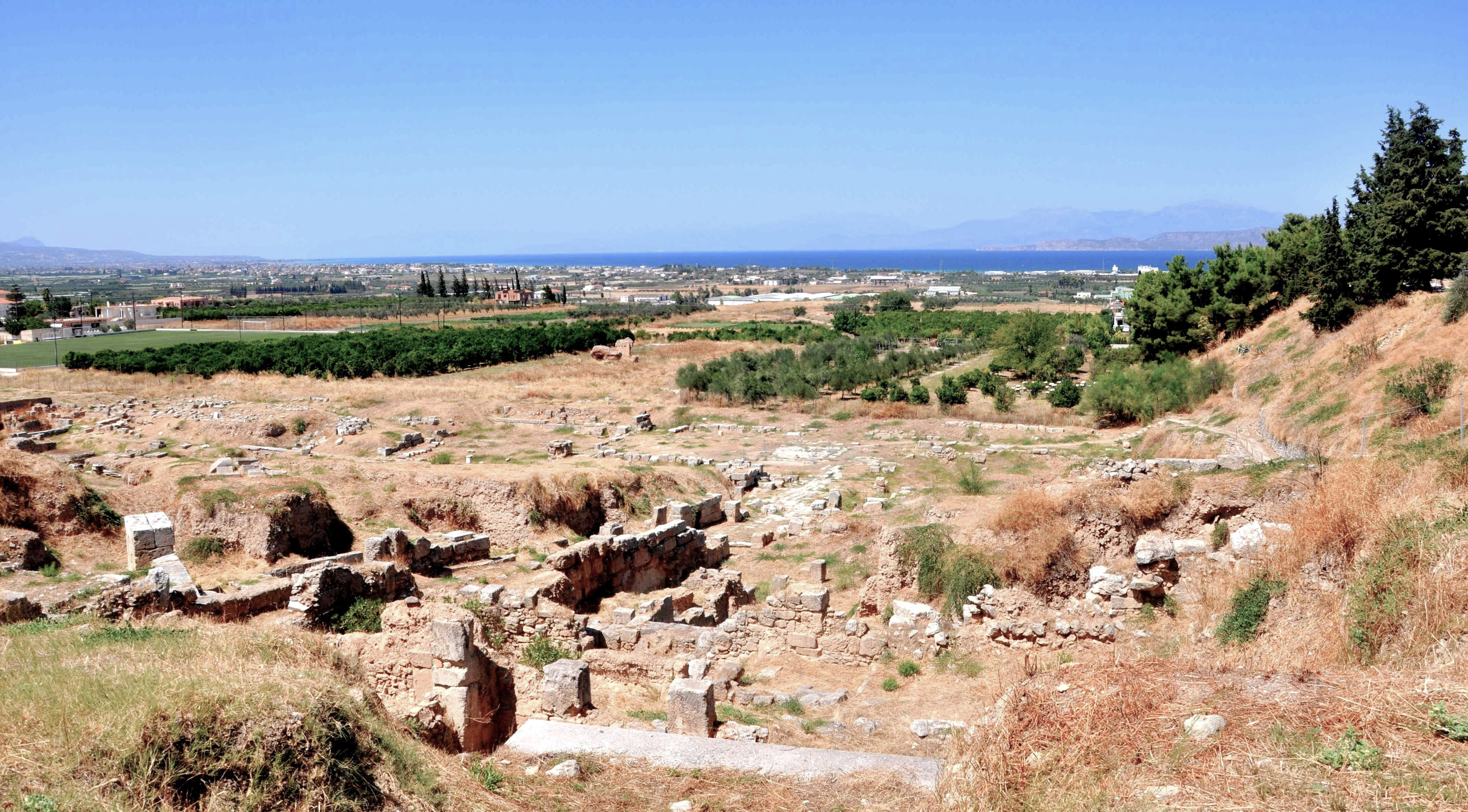
Археологічна пам'ятка Античного театру, вперше побудованого в Коринфі в V ст. е. Театр міг вмістити близько 15 000 глядачів.

Арістотель повідомляє, що «Кіпсел з Коринфу дав обітницю, що якщо він стане господарем міста, то принесе в жертву Зевсу все майно коринтян. Відповідно, він наказав їм повернути своє майно».
Місто відправило колоністів для заснування нових поселень в 7 столітті до н. Цими поселеннями були Епідамн (сучасний Дуррес, Албанія), Сіракузи, Амбракія, Корцира (сучасне місто Корфу) та Анакторіум. Періандр також заснував Аполлонію в Іллірії (сучасний Фієр, Албанія) та Потидею (в Халкідіку). Коринф також був одним із дев'яти грецьких міст-спонсорів для заснування колонії Наукратіс у Стародавньому Єгипті, заснованої для задоволення зростаючого обсягу торгівлі між грецьким світом та фараонським Єгиптом під час правління фараона Псамметиха I з 26-ї династії.
Грецькі міста-держави мали тенденцію до повалення традиційних спадкових царів-жерців, зростало багатство, ускладнювалися торгові відносини та соціальні структури. Коринф лідирував як найбагатший архаїчний поліс. Тирани зазвичай захоплювали владу на чолі деякої народної підтримки, подібно до синьйорів пізньосередньовічної та ренесансної Італії. Часто тирани заспокоювали населення, підтримуючи існуючі закони та звичаї, а також суворий консерватизм у культових практиках. Культ особистості природно заміняв божественне право колишнього законного королівського будинку, як це сталося в Італії епохи Відродження.

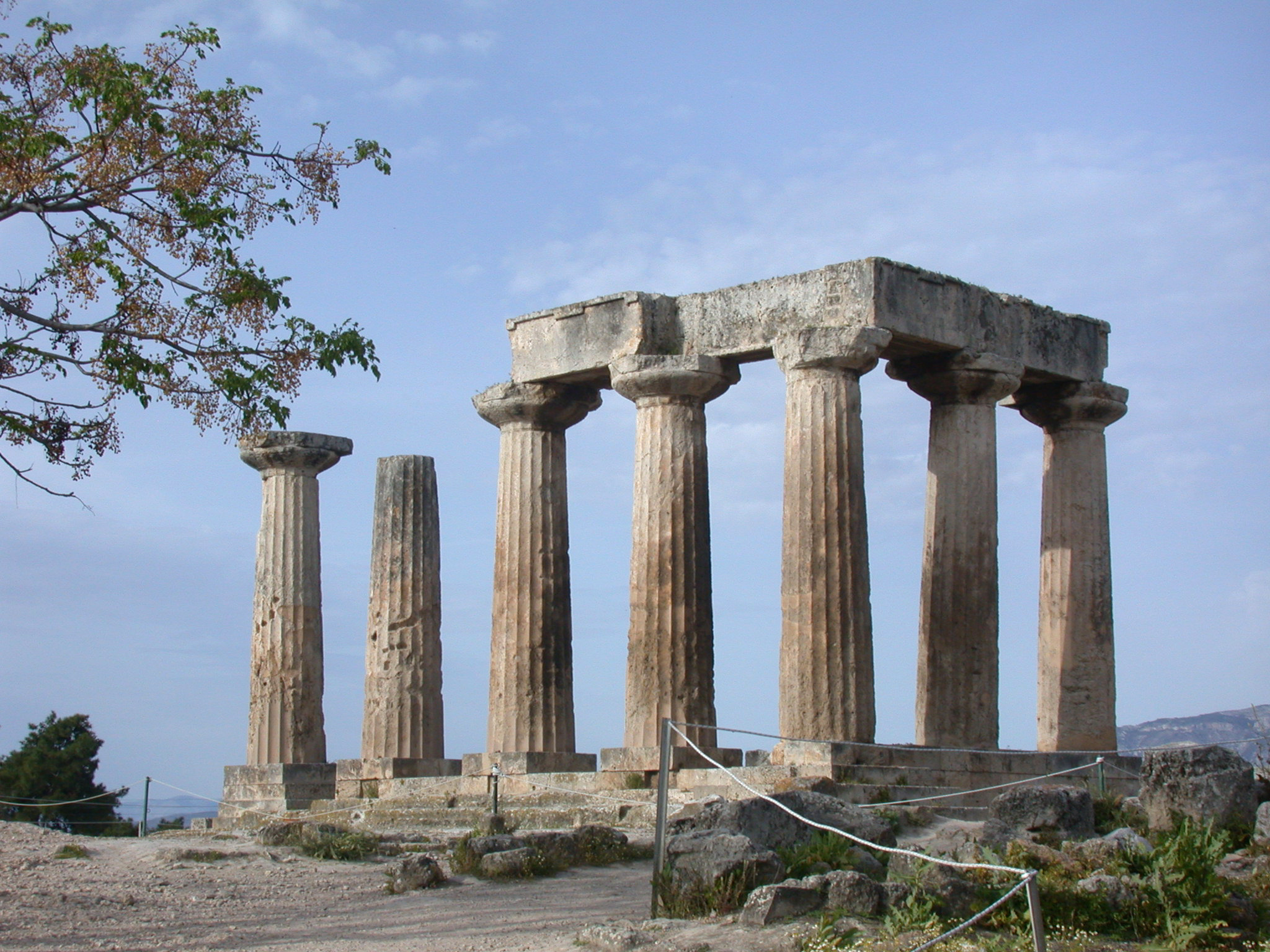
Храм Аполлона, Стародавній Коринф.

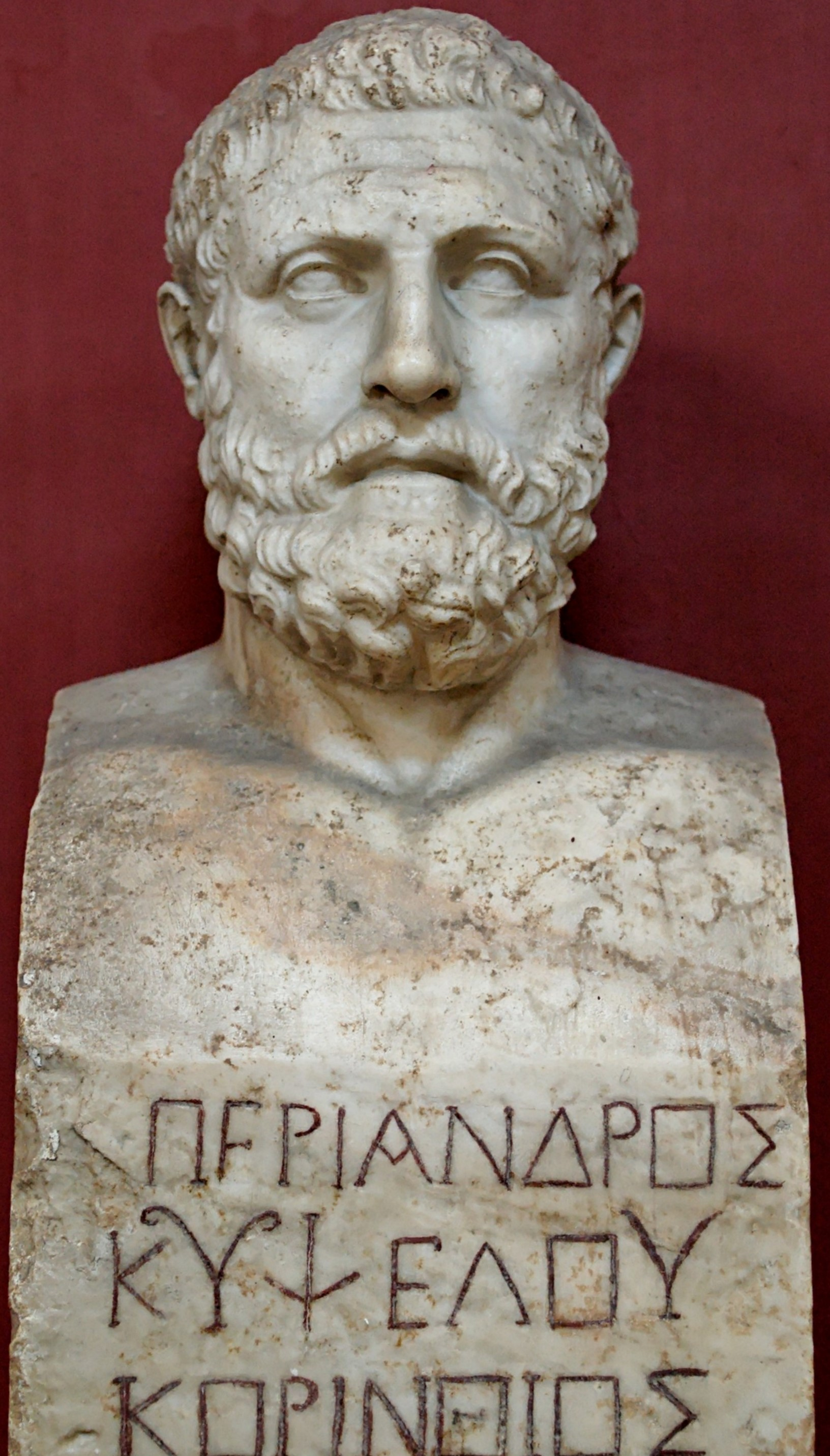
Періандр (Περίανδρος) (627—587 рр. до н. е.).

Кіпсел був сином Еетіона та спотвореної жінки на ім'я Лабда. Він належав до роду Вакхідів і узурпував владу з архаїчного матріархального права своєї матері.
Згідно з Геродотом, Вакхіади почули два пророцтва від дельфійського оракула про те, що син Еетіона скине їхню династію, і задумали вбити немовля, як тільки воно народиться. Проте новонароджений усміхнувся кожному з посланих убити його, і ніхто з них не витримав і завдав удару.
Потім Лабда сховав дитину в скрині, і чоловіки не змогли знайти його, коли зібралися з силами й повернулися, аби вбити його (порівняйте дитинство Персея). Скриня Кіпсела зі слонової кістки була вишукано оброблена й прикрашена золотом. Це була жертва, виконана за обітницей, в Олімпії, де Павсаній детально її описав у своєму туристичному довіднику 2 століття нашої ери.
Кіпсел виріс і виконав пророцтво. Коринф був задіяний у війнах з Аргосом і Коркірою, і коринфяни були незадоволені своїми володарями. Кіпсел був полемархом у той час (близько 657 р. до н. е.), архонтом, який керував військовими справами, тому він використав свій вплив на воїнів, аби вигнати царя. Він також вигнав своїх інших ворогів, але дозволив їм створити колонії в північно-західній Греції. Він ще збільшив масштаби торгівлі з колоніями в Італії та Сицилії. Він став популярним правителем і, на відміну від багатьох тиранів після нього, не потребував власного охоронця і помер природною смертю.
Він правив тридцять років, і в 627 до н. е. його змінив на посаді тирана його син Періандр. Скарбниця, яку Кіпсел збудував у Дельфах, очевидно, все ще стояла за часів Геродота, а скриню Кіпсела бачив Павсаній в Олімпії у II столітті нашої ери. Періандр упорядкував Корсиру в 600 році до нашої ери.
Періандр вважався одним із семи мудреців Греції. Під час його правління було викарбувано перші коринфські монети. Він був першим, хто спробував перетнути перешийок, щоб створити морський шлях між Коринфською та Саронічною затоками. Він відмовився від цієї витівки через технічні труднощі, але натомість створив Діолкос (викладений каменем сухопутний пандус). Епоха Кіпселідів була золотою добою Коринфу і закінчилася при племіннику Періандра Псамметіхе, названому на честь еллінофільського єгипетського фараона Псамметіха I (див. вище).
Періандр убив дружину Меліссу. Його син Лікофрон дізнався про це і відвернувся від нього, а Періандр послав сина на Коркір. Пізніше Періандр захотів замінити Лікофрона на посаді імператора Коринфу і переконав його повернутися додому в Коринф за умови, що Періандр вирушить на Коркіру. Коркіряни дізналися про це і вбили Лікофрона, щоб утримати Періандра.

### Стародавній Коринф після тиранів
581 р. до н. е.: Племінника і наступника Періандра вбили, що поклало край тиранії.
581 р. до н. е.: Заснування Істмійських ігор провідними родинами.
570 р. до н. е.: жителі почали користуватися срібними монетами під назвою «лошата» або «лошата».
550 до н. е.: будівництво храму Аполлона в Коринфі (початок третьої чверті 6 століття до н. е.).
550 р. до н. е.: Об'єднання Коринфа зі Спартою.
525 р. до н. е.: Укладення примирливого союзу Коринфу зі Спартою проти Аргосу.
519 р. до н. е.: Коринф став посередником між Афінами та Фівами.
Приблизно у 500 р. до н. е.: афіняни і коринтяни благали спартанців не шкодити Афінам, відновлюючи владу тирана.
Незадовго до класичного періоду, згідно з Фукідідом, коринтяни розробили трирему, яка стала стандартним військовим кораблем Середземномор'я до пізнього римського періоду. Коринф провів першу записану морську битву з еллінським містом Коркіра. Коринтяни також були відомі своїм багатством завдяки стратегічному розташуванню на перешийку, через який мав проходити весь сухопутний транспорт на шляху до Пелопоннесу, включаючи гінців та торговців.

### Класичний Коринф

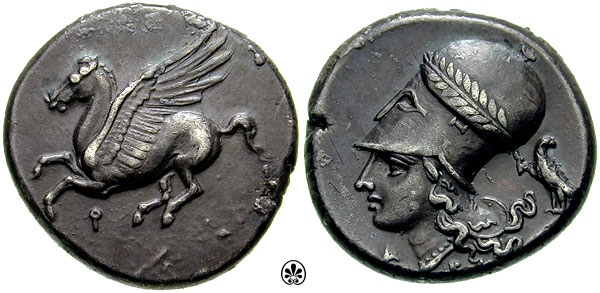
Коринфський статер (монета). Передній бік: Пегас з Коппою (</img>) (або Qoppa) внизу. Зворотний бік: Афіна в коринфському шоломі. Коппа символізував архаїчне написання назви міста (Ϙόρινθος).

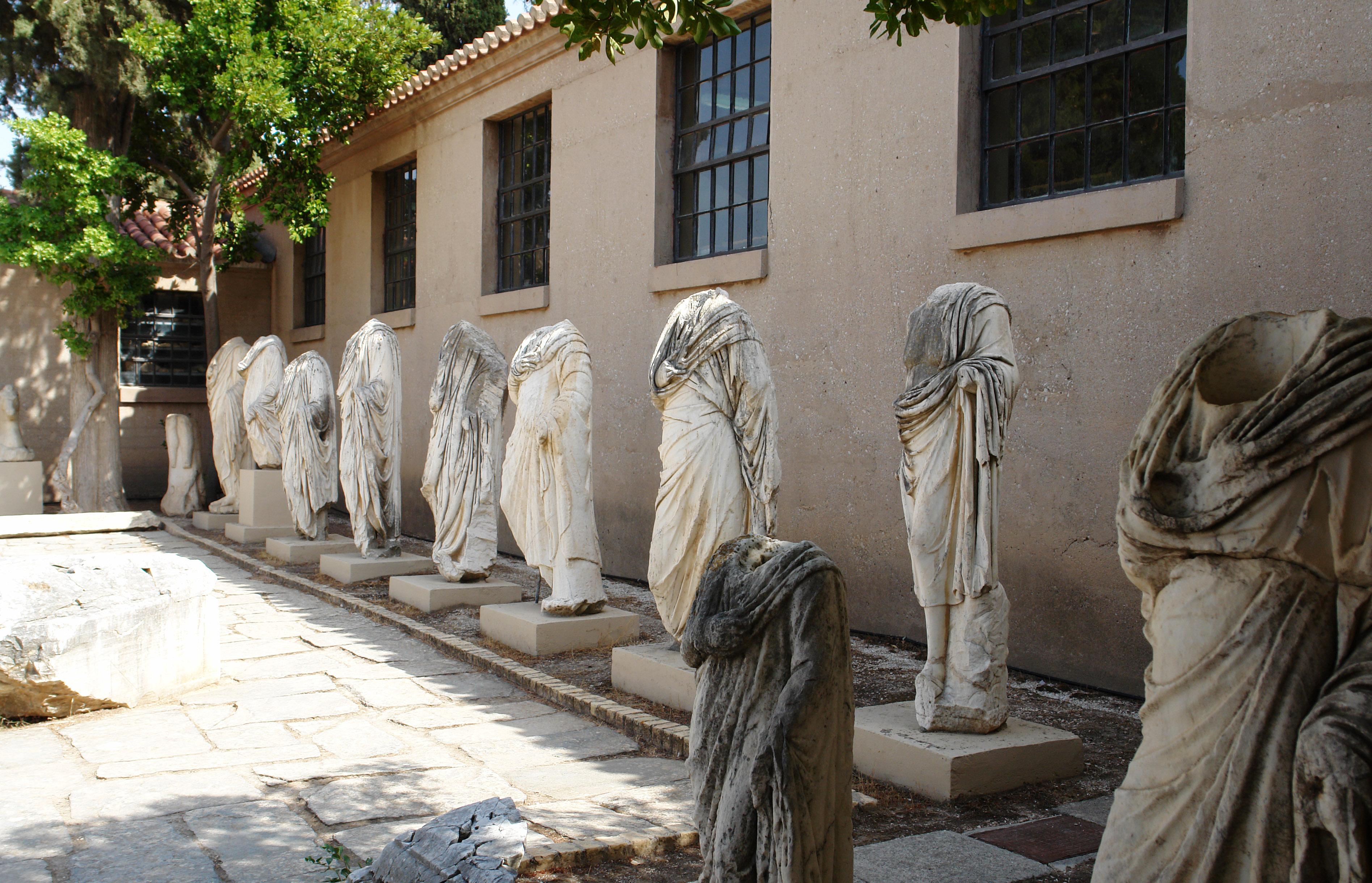
Статуї в Археологічному музеї Стародавнього Коринфа.

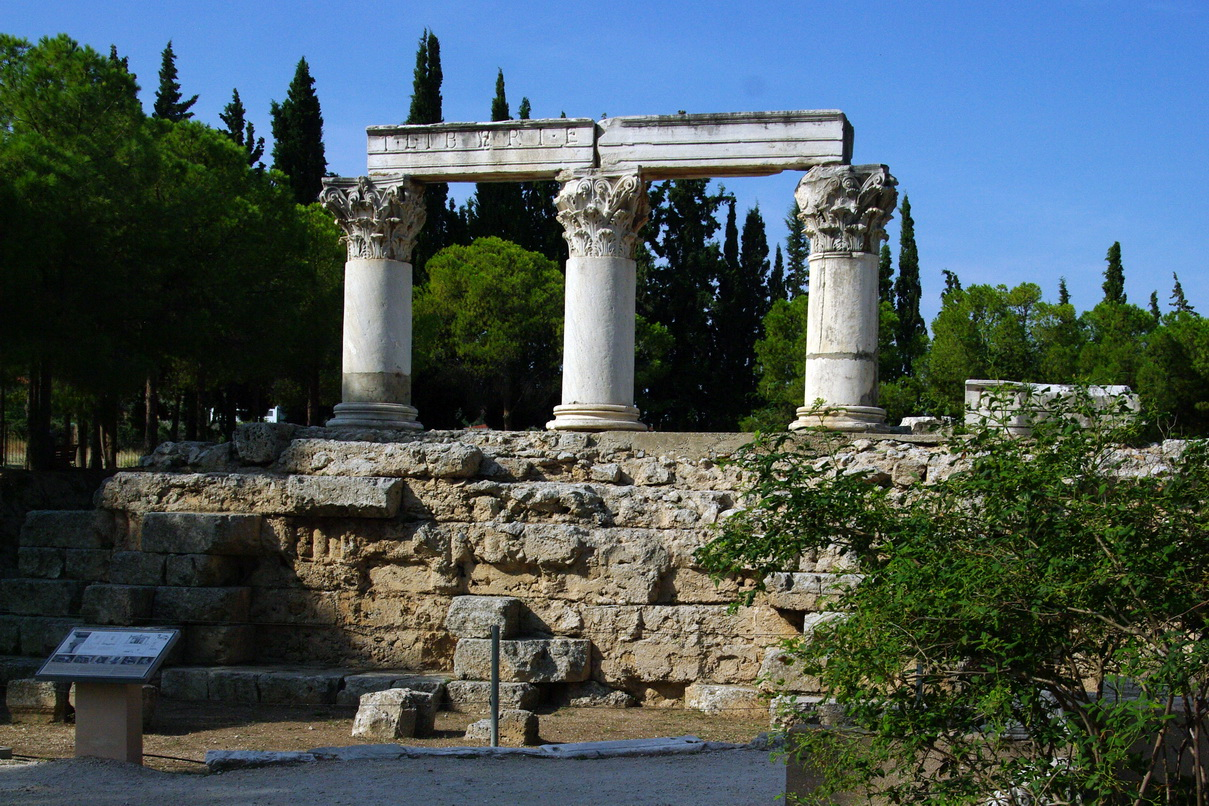
Колони коринфського ордера в стародавньому Коринфі.

У класичні часи Коринф змагався з Афінами та Фівами за багатство, через транспорт та торгівлю на перешийку. До середини VI століття Коринф був великим експортером чорнофігурної кераміки в міста-держави по всьому грецькому світу, пізніше втративши свій ринок афінським ремісникам.

У класичні часи і раніше в Коринті був храм Афродіти, богині кохання, в якому працювало близько тисячі гетер (храмових повій) (див. Храмова проституція в Коринфі). Місто славилося цими храмовими повіями, які обслуговували багатих купців та впливових чиновників, які часто відвідували місто. Лаїс, найвідоміша гетайра, як то кажуть, брала величезну плату за свої незвичайні послуги. Посилаючись на непомірну розкіш міста, Горацій сказав: «не кожен licet omnibus adire Corinthum» («Не кожен здатний вирушити до Коринфу»).
Коринф також був місцем проведення Істмійських ігор. У цю епоху в Коринті розвивався коринфський ордер, третій основний стиль класичної архітектури після доричного та іонічного. Коринфський ордер був найскладнішим із трьох, демонструючи багатство міста і розкішний спосіб життя, у той час як доричний ордер викликав у пам'яті сувору простоту спартанців, а іонічний був гармонійним балансом між цими двома стилями, дотримуючись космополітичної філософії іонійців, таких як афіняни.
Місто мало два основних порти: на заході на березі Коринфської затоки розташовувався Лехайон, який пов'язував місто із західними колоніями (грец. apoikiai) і Магна-Грацією, а на сході на березі Саронічної затоки знаходився порт Кенхрей, який обслуговував судна, що прибували з Афін, Іонії, Кіпру та Леванту. В обох портах були доки великого військового флоту міста.

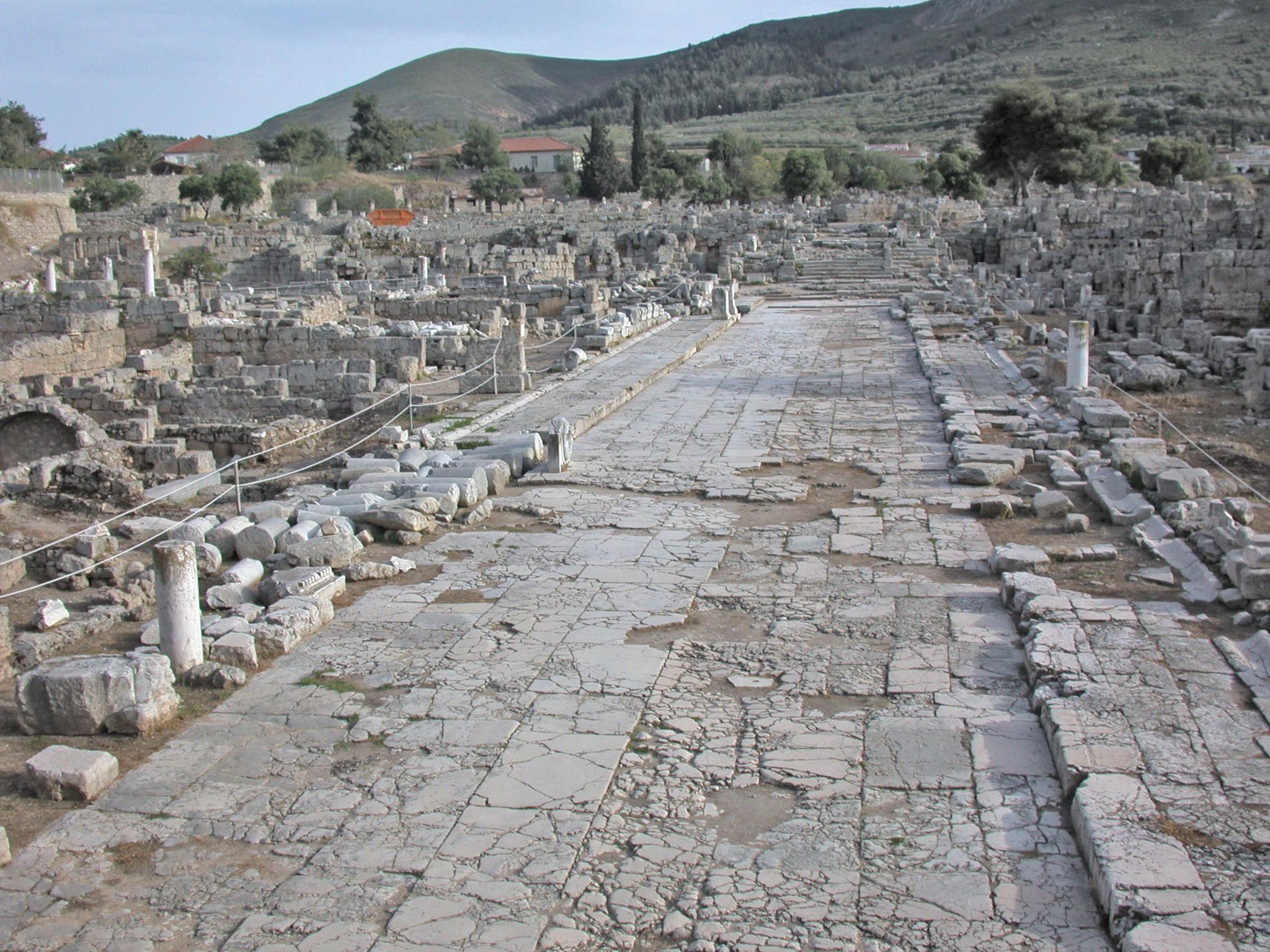
Вулиця в стародавньому Коринфі.

У 491 році до нашої ери Коринф відігравав роль посередника між Сіракузами та Гелою на Сицилії.

У 481—480 роках до н. на конференції на Коринфському перешийку (після конференції у Спарті) було створено Еллінську лігу, яка об'єдналася під керівництвом спартанців для ведення війни проти Персії. Місто було великим учасником Перських війн, відправивши 400 солдатів на захист Фермопіл, надавши сорок військових кораблів для битви при Саламіні під командуванням Адейманта і 5 000 гоплітів з характерними (коринфськими шоломами) у наступній битві при Платеї. Греки домоглися капітуляції фіванців, котрі співпрацювали з персами. Павсаній відвіз їх до Коринфа, де вони були вбиті.
Після битви при Фермопілах і наступної битви при Артемісії, в результаті якої були захоплені Евбеї, Беотії та Аттики, греко-перські війни досягли тієї точки, коли більшість материкової Греції на північ від перешийка Коринф була захоплена.

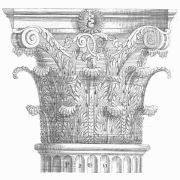
Коринфський орден.

Вірили, що Геродот не любив коринфян, хоча він згадує, що їх вважали другими кращим бійцями після афінян.
Коринф зазнав поразки від Афін у 458 році до нашої ери у битві при Мегарі.

#### Пелопоннеська війна
У 435 році до нашої ери Коринф і його колонія Коркіра почали війну за Епідамн. У 433 році до нашої ери Афіни об'єдналися з Коркірою проти Коринфа. Коринфська війна проти коркіранів була найбільшою морською битвою між грецькими міськими державами до того часу. У 431 р. до н. е. одним із факторів, що призвели до Пелопоннеської війни, була суперечка між Коринфом та Афінами щодо Коркіри, яка, можливо, зародилася з традиційного торгового суперництва між двома містами або, як розповідає Фукідід, — суперечки за колонію Епідамна.
Сіракузяни відправили послів до Коринфа і Спарти, щоб знайти союзників проти афінського вторгнення. Коринтяни «одразу проголосували за допомогу [сіракузянам] серцю і душі». Коринтяни також відправили групу в Лакедемон, щоб попросити спартанської допомоги. Після переконливої промови афінського ренегата Алківіада спартанці погодилися надіслати війська на допомогу сицилійцям.
У 404 році до нашої ери Спарта відмовилася знищити Афіни, розлютивши цим самим коринфян. Коринф приєднався до Аргосу, Беотії та Афін проти Спарти в Коринфській війні. [прояснити: ком.]
Пізніше Демосфен використав цю історію, закликаючи до великодушного державного управління, зазначивши, що попередні афіняни мали вагомі підстави ненавидіти коринфян і фіванців за їхню поведінку під час Пелопоннеської війни, але вони не мали жодної злоби.

#### Коринфська війна
У 395 році до нашої ери, після закінчення Пелопоннеської війни, Коринф і Фіви, незадоволені гегемонією своїх спартанських союзників, підтримали Афіни проти Спарти під час Коринфської війни.
Як приклад протистояння небезпеці за допомогою знань, Арістотель використав приклад аргівян, які були змушені протистояти спартанцям у битві біля Довгих стін Коринфа в 392 році до нашої ери.

#### 379—323рр. до н.е
У 379 р. до н. е., Коринф, повернувшись до Пелопоннеської ліги, приєднався до Спарти, аби перемогти Фіви і врешті-решт захопити Афіни. [прояснити: ком.]
У 366 році до нашої ери афінські збори видали наказ для Харесу зайняти афінського союзника і встановити демократичний уряд. Це не вдалося, коли Коринф, Флій і Епідавр об'єдналися з Беотією.
Демосфен розповідає, як Афіни билися зі спартанцями у великій битві біля Коринфа. Місто вирішило не приховувати розбиті афінські війська, а натомість послало глашатаїв до спартанців. Але коринфські глашатаї відчинили свої ворота переможеним афінянам і врятували їх. Демосфен зазначає, що вони «обрали разом із вами, які брали участь у битві, терпіти все, що можна очікувати, а не самим насолоджуватися безпекою без небезпеки».
Ці конфлікти ще більше послабили міста-держави Пелопоннесу і проклали основу для завоювань Філіпа II Македонського.
Демосфен попереджав, що військова сила Філіпа перевищує силу Афін, і тому вони повинні розробити тактичну перевагу. Він відзначив важливість громадянської армії на відміну від сили найманців, посилаючись на найманців Коринфа, які воювали разом із громадянами та перемагали спартанців.
У 338 році до нашої ери, після перемоги над Афінами та їх союзниками, Філіп II створив Коринфську лігу, щоб об'єднати Грецію (з Коринфом і Македонією включно) у війні проти Персії. Філіпа назвали гегемоном Ліги.
Навесні 337 р. до н. е. Другий Коринфський конгрес проголосив спільний мир.

### Еліністичний період
До 332 року до нашої ери Олександр Македонський контролював Грецію як гегемон.
Під час елліністичного періоду Коринф, як і багато інших міст Греції, ніколи не мав повної автономії. При спадкоємцях Олександра Македонського Греція була полем боротьби, а Коринф іноді був полем битви між Антигонідами, що базувалися в Македонії, та іншими елліністичними державами. У 308 році до нашої ери місто було захоплено у Антигонідів Птолемеєм I, який заявив, що прийшов як визволитель Греції від Антигонідів. Однак місто відвоював Деметрій у 304 році до нашої ери.
Коринф залишався під контролем Антигонідів протягом півстоліття. Після 280 р. до н. е. ним керував вірний правитель Кратер; але в 253/2 р. до н. е. його син Олександр Коринфський, спонуканий субсидіями Птолемея, вирішив кинути виклик верховенству Македонії та домагатися незалежності як тиран. Ймовірно, він був отруєний у 247 р. до н. е.; після його смерті македонський цар Антігон II Гонат взимку 245/44 р. до н. е. відвоював місто.
Македонське панування було недовгим. У 243 році до нашої ери Арат Сікіонський, використавши раптову атаку, захопив фортецю Акрокоринф і переконав громадянство приєднатися до Ахейського союзу.
Завдяки союзній угоді з Аратом, македонці знову повернули Коринф у 224 р. до н. е.; але після римської інтервенції в 197 році до нашої ери місто назавжди включили в Ахейський союз. Під керівництвом Філопемена ахейці взяли під контроль весь Пелопоннес і зробили Коринф столицею своєї конфедерації.

### Римська епоха

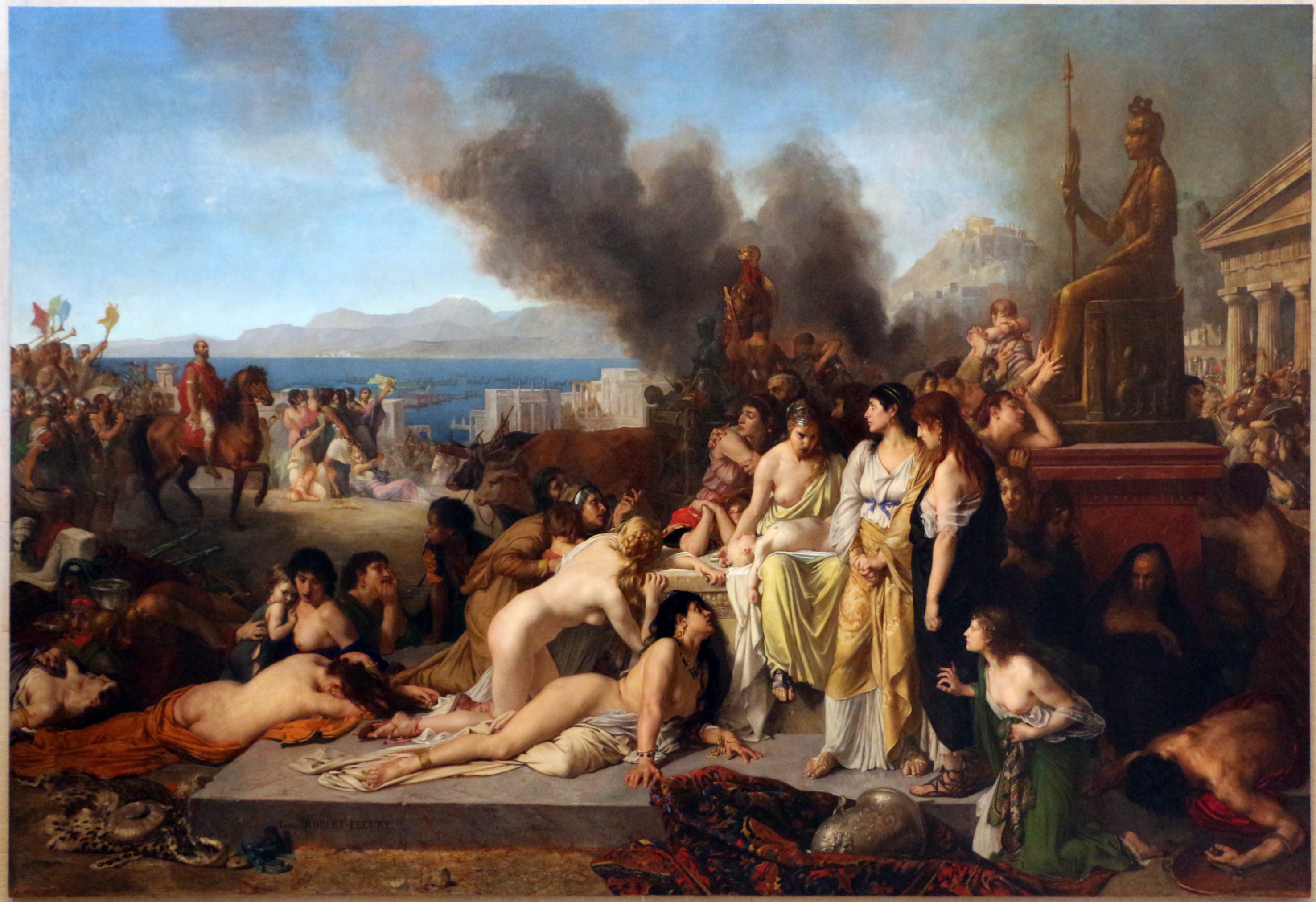
Сцена битви при Коринфі (146 р. до н. е.): останній день перед тим, як римські легіони пограбували і спалили грецьке місто Коринф. Останній день у Коринфі, Тоні Роберт-Флері, 1870.

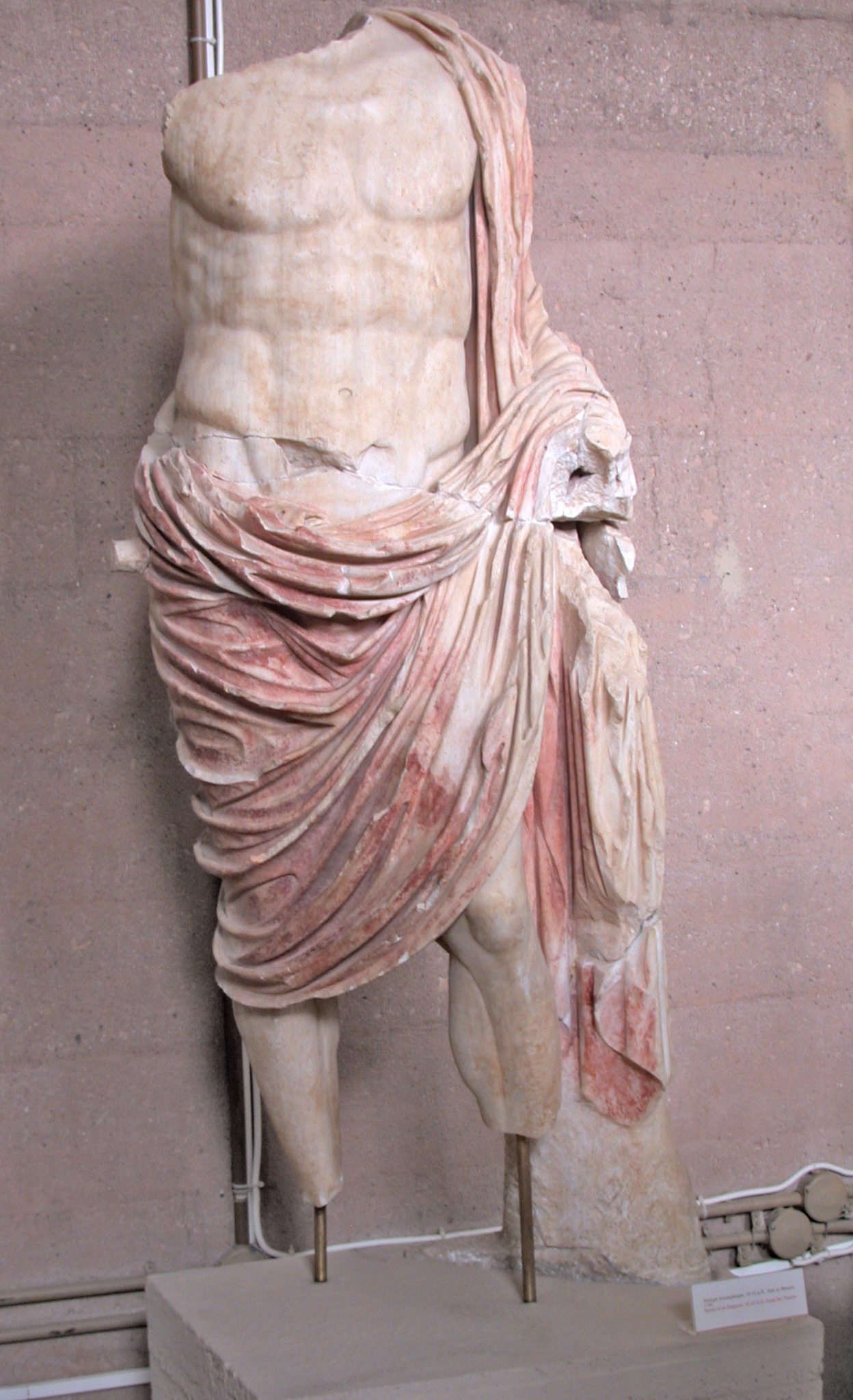
Давньоримська статуя в Археологічному музеї Стародавнього Коринфа

У 146 році до нашої ери Рим оголосив війну Ахейському союзу, і після перемоги над силами ліги влітку того ж року римляни під керівництвом Луція Муммія взяли в облогу і захопили Коринф. Коли він увійшов до міста, Муммій убив усіх чоловіків і продав жінок і дітей у рабство, перш ніж спалити місто, за що йому було дано прізвисько Ахаїка як переможця Ахейського союзу. Існують археологічні свідчення про мінімальне населення в наступні роки, але Коринф залишався в основному безлюдним, поки Юлій Цезар не відновив місто як Colonia Laus Iulia Corinthiensis («колонія Коринфа на честь Юлія») у 44 році до нашої ери, незадовго до свого вбивства. У цей час був побудований амфітеатр. (37°54′35″ пн. ш. 22°53′31″ сх. д. / 37.909824° пн. ш. 22.892078° сх. д.)
За римлян Коринф був перебудований як велике місто в Південній Греції або Ахаї. У ньому було велике змішане населення римлян, греків та євреїв. Місто було важливим місцем для діяльності імперського культу, і храм E і Юліанська базиліка вважаються місцями діяльності імперського культу.

#### Біблійний Коринф

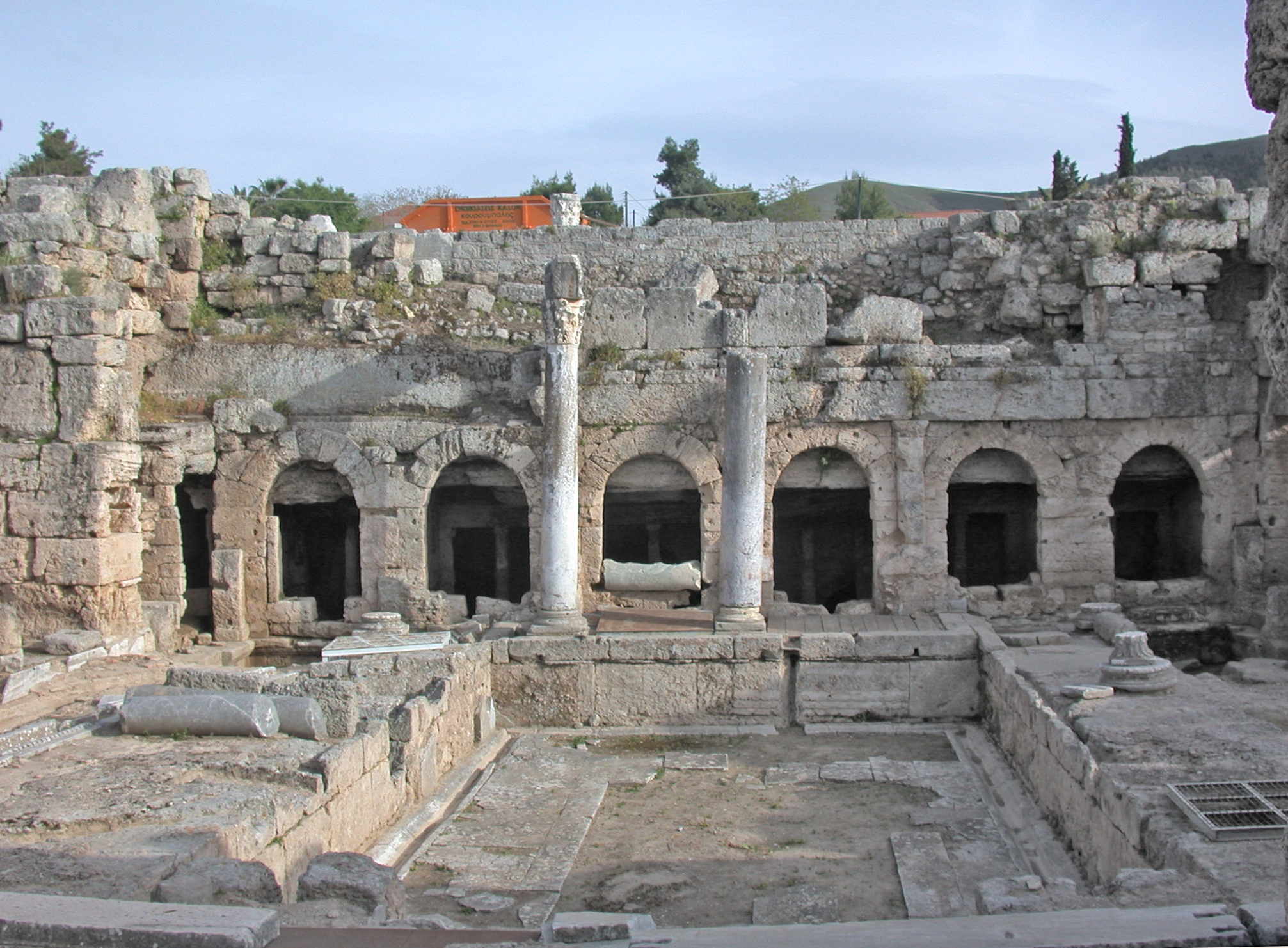
Фонтан Пірене

Коринф чимало разів згадується в Новому Завіті, в основному у зв'язку з місією апостола Павла, що свідчить про успіх відновлення міста Цезарем. Традиційно вважається, що церква в Коринфі була заснована Павлом, що робить її Апостольськи престолом.
Апостол Павло вперше відвідав місто в 49 або 50 році нашої ери, коли Галліон, брат Сенеки, був проконсулом Ахаї. Павло проживав тут вісімнадцять місяців (див. [[|Acts]] 18:119). Тут він вперше познайомився з Пріскиллою та Акілою, з якими згодом подорожував. Вони разом працювали тут як наметники (від чого походить сучасна християнська концепція виготовлення наметів) і регулярно відвідували синагогу. У 51/52 р. нашої ери Галліон головував на судовому процесі над апостолом Павлом у Коринфі. Ця подія визначає точну дату для книги Діянь Апостолів у Біблії. Сила і Тимофій знову приєдналися до Павла, востаннє побачивши його у Верії ([[|]] Acts18:5). [[|Acts]] 18:6NKJV припускають, що відмова євреїв прийняти його проповідь тут привела Павла до рішення більше не говорити в синагогах, куди він подорожував: «Віднині я піду до язичників». Однак, коли Павло прибув до Ефесу ([[|]] Acts18:19), як йдеться в оповіді, він пішов проповідувати до синагоги.
Павло написав принаймні два послання до християнської церкви: Перше послання до коринтян (написане з Ефесу) і друге послання до коринтян (написано з Македонії). Перше послання інколи відображає конфлікт між християнською церквою, яка процвітає та навколишньою громадою.
Деякі вчені вважають, що Павло відвідав Коринф для проміжного «болісного візиту» (див. [[|2 Corinthians]] 2:19) між першим і другим посланням. Після написання другого послання він пробув у Коринфі близько трьох місяців [ Дії 20:3 ] в період пізньої зими, і там написав своє Послання до Римлян.
На основі підказок у самих коринфських посланнях деякі вчені дійшли висновку, що Павло написав, можливо, аж чотири послання до церкви в Коринфі. Тільки два містяться в християнському каноні (Перше і Друге Послання до Коринтян); два інші листи втрачені (втрачені листи, ймовірно, являли б найперший лист, який Павло написав до Коринтян, і третій, і тому перший та другий листи канону були б другим та четвертим, якби були написані чотири). Багато вчених вважають, що третій (відомий як «лист сліз»; див. 2 Кор 2:4) включений в канонічнеДруге послання до Коринтян (це будуть розділи 10–13). Цей лист не слід плутати з так званим «Третім посланням до Коринтян», яке є псевдоепіграфічним листом, написаним через багато років після смерті Павла.
Брюс Вінтер припускає, що доступ євреїв до власної їжі в Коринфі заборонили після відходу Павла. Згідно з цією теорією, Павло наказав християнським язичникам підтримувати доступ євреїв до їжі відповідно до їхніх дієтичних законів. Рудольф заперечує це припущення і стверджує, що немає жодних доказів на підтримку цієї теорії. Натомість він стверджує, що Павло бажав, щоб християни-язичники залишалися асимільованими в їхніх язичницьких громадах і не дотримувались єврейських традицій.

### Візантійська епоха

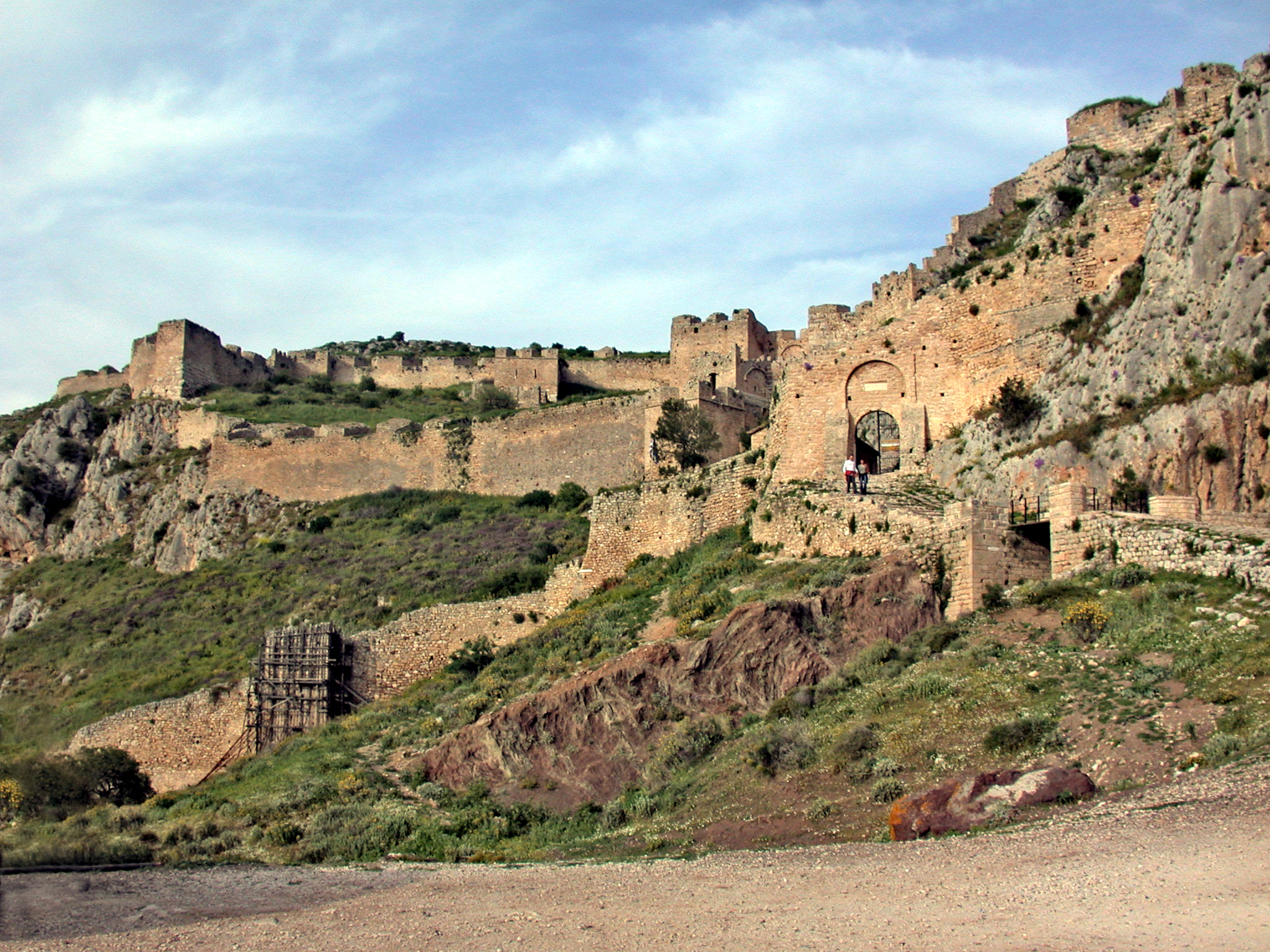
Обнесені стіною ворота Акрокоринфа

Місто було значною мірою зруйновано під час землетрусів 365 і 375 років нашої ери, а потім вторгнення Аларіха в 396 році. Місто було надзвичайно масштабно відновлено після цих катастроф, але охопило набагато меншу територію, ніж раніше. Чотири церкви розташовувалися в самому місті, ще одна поблизу цитаделі Акрокоринфа і біля монументальної базиліки в порту Лехайон.
Під час правління імператора Юстиніана I (527—565) від Саронічної до Коринфської затоки було зведено велику кам'яну стіну, яка захищала місто і півострів Пелопоннес від вторгнень варварів з півночі. Кам'яна стіна була близько шести миль (10 км) завдовжки і була названа Hexamilion («шість миль»).
Коринф занепав з 6 століття і, можливо, навіть здався варварам-загарбникам на початку 7 століття. Головне поселення перемістилося з нижнього міста до Акрокоринфа. Незважаючи на те, що він став столицею теми Еллади, а після бл. 800, на тему Пелопоннесу, лише в 9 столітті місто почало відновлюватися, досягнувши свого апогею в 11 і 12 століттях, коли воно було місцем процвітання шовкової промисловості.
У листопаді 856 року внаслідок землетрусу в Коринфі загинуло близько 45 000 осіб.
Багатство міста привернуло увагу італо-норманів під керівництвом Роджера Сицилійського, які пограбували його в 1147 році, взявши багато полонених, особливо шовкоткачих. Місто так і не оговталося повністю від нормандського розграбування.

### Ахейське князівство
Після розграбування Константинополя під час Четвертого хрестового походу група хрестоносців під керівництвом французьких лицарів Вільгельма Шамплітського і Жефрі Вільгардуена завоювала Пелопоннес. Коринтяни чинили опір франкському завоюванню зі своєї фортеці в Акрокорінті під командуванням Лева Сгуроса з 1205 по 1210 рік. У 1208 році Лев Сгурос скоїв самогубство, з'їхавши з вершини Акрокоринфу, ппоте опір тривав ще два роки. Нарешті, в 1210 році фортеця впала в руки хрестоносців, і Коринф став повною частиною князівства Ахея, яким керували Вільгардуїни зі столиці в Андравіді в Еліді. Коринф був останнім значним містом Ахеї на його північних кордонах з іншою державою хрестоносців, Афінським герцогством. Османи захопили місто в 1395 році. Візантійці Деспотату Мореї знову захопили його в 1403 році, а деспот Феодор II Палеолог відновив стіну Гексаміліона через Коринфський перешийок у 1415 році.
У 1458 році, через п'ять років після остаточного падіння Константинополя, жителі Османської імперії захопили місто та його могутній замок. Османи перейменували його в Gördes і зробили санджаком (районним) центром Румелійського еялету. Венеційці захопили місто в 1687 році під час Морейської війни, і воно залишалося під контролем Венеції, поки османи не повернули місто в 1715 році. Коринф був столицею Мора Еялету в 1715—1731 роках, а потім знову столицею санджаків до 1821 року.

### Незалежність

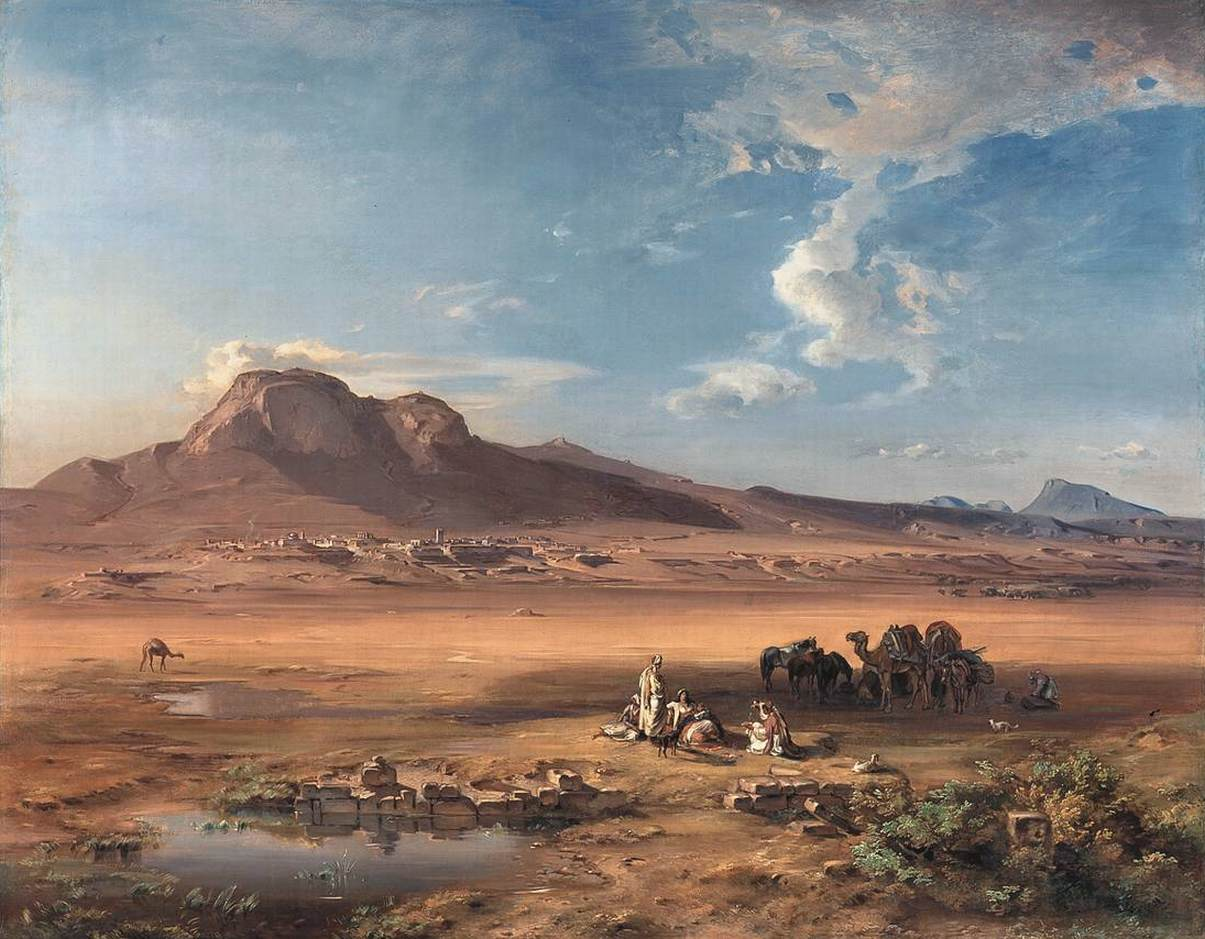
«Коринф з акрокоринфом» Карл Антон Йозеф Ротман, 1847 р.

Під час Війни за незалежність Греції 1821—1830 рр. місто боролося з османськими військами. Місто офіційно звільнили в 1832 році після Лондонського договору. У 1833 році це місце вважалося одним із кандидатів на посаду нової столиці нещодавно заснованого Грецького королівства через його історичне значення та стратегічне положення. Спочатку був обраний Нафпліон, потім Афіни.

## Сучасний Коринф
У 1858 році село, що оточує руїни Стародавнього Коринфа, було зруйновано землетрусом, що призвело до створення Нового Коринфа 3 км (1,9 милі) від стародавнього міста.

## Стародавнє місто та його околиці

### Акрокоринф, акрополь
Акрокоринф, акрополь стародавнього Коринфа, — це монолітна скеля, яку постійно заселяли з архаїчних часів до початку 19 століття. Архаїчний акрополь міста, який уже легко захистити завдяки своїй геоморфології, був додатково укріплений під час Візантійської імперії, оскільки став резиденцією стратегів Теми Еллади. Пізніше це була фортеця франків після Четвертого хрестового походу, венеційців та турків-османів. Завдяки безпечному водопостачання фортеця Акрокоринфа використовувалася як остання лінія оборони на півдні Греції, оскільки вона керувала Коринфським перешийком, відбиваючи ворогів від проникнення на півострів Пелопоннес. Три обхідні стіни утворювали оборону пагорба, яка була зроблена людиною. На найвищій вершині на цьому місці був храм Афродіти, який був християнізований як церква, а потім став мечеттю. Американська школа почала розкопки на ньому в 1929 році. В даний час Акрокоринф є одним з найважливіших середньовічних замків Греції.

### Порти: Лехей і Кенхреї
Коринф мав дві гавані: Лехей у Коринфській затоці та Кенхреї в Саронічній затоці. Лехей був головним портом, пов'язаним з містом за допомогою довгих стін довжиною близько 3 кілометрів (1,9 милі) довжиною, і був головною торговою станцією для Італії та Сицилії, де було багато коринфських колоній, тоді як Кенхреї обслуговували торгівлю зі Східним Середземномор'ям. Кораблі могли перевозитися між двома гаванями за допомогою діолкосів, побудованих тираном Періандром.

## Важливі пам'ятники
- Храм Аполлона
- Фонтан Глауке
- Священна весна
- Пірене
- Асклепіон
- Південна Стоа
- Одейон
- Бема (пізніше церква апостола Павла)
- Темпл Е
- Юліанська базиліка
- Святилище Деметри і Кореї в Акрокорінті
- Замок Акрокоринф

## Визначні постаті

### Стародавня Греція
- Ахаїк (І ст. н. е.), християнин
- Адріан Коринфський (3 ст. н. е.), християнський святий і мученик
- Архій (8 ст. до н. е.), засновник Сіракуз
- Десмон (8 ст. до н. е.), спортсмен
- Дінарх (4 ст. до н. е.), оратор і логограф
- Діокл (8 ст. до н. е.), атлет
- Діоген Синопський, 4 століття до нашої ери, один із найвідоміших у світі циніків
- Евмел (8 ст. до н. е.), поет
- Євфранор (4 ст. до н. е.), скульптор і живописець
- Періандр (7 століття до н. е.), занесений до списку семи мудреців Греції
- Квадрат (4 ст. н. е.), християнський святий і мученик
- Тимолеон (4 ст. до н. е.), державний і полководець
- Ксеніад (5 ст. до н. е.), філософ
- Ксенофонт (V ст. до н. е.), атлет

### Середньовіччя
- Киріак Анхорит (5 ст.), християнський святий
- Вільгельм Мербеке (13 ст.), перший перекладач творів Арістотеля на латинську мову.

## Стародавній Коринф у літературі
- «Алкмеон у Коринфі», п'єса грецького драматурга Евріпіда, прем'єра якої відбулася в 405 р. до н. е.
- Королева Коринфа, п'єса англійського драматурга Джона Флетчера, опублікована в 1647 році

## Читайте також
- Едкінс, Леслі та Рой А. Адкінс. Посібник з життя в Стародавній Греції. Нью-Йорк: факти в архіві. 1997 рік.
- Алкок, Сьюзен Е. та Робін Осборн (ред.). Класична археологія Malden: Blackwell Publishing. 2007 рік.
- Дель К'яро, Маріо А (ред.). Коринтіака: дослідження на честь Даррелла А. Емікса. Колумбія: University of Missouri Press. 1986 рік.
- Діксон, М. Пізній класичний та ранньоелліністичний Коринф: 338—196 рр. до н. е. Лондон: Рутледж. 2014 рік.
- Фрізен, Стівен Дж., Деніел Н. Шоуолтер, Джеймс С. Волтерс (ред.), Коринф у контексті: порівняльні дослідження релігії та суспільства. Додатки до Novum Testamentum, 134. Лейден; Бостон: Brill, 2010.
- Гебхард, Елізабет Р. та Тімоті Е. Грегорі (ред.), Міст невтомного моря: Коринфський перешийок від передісторії до пізньої античності. Додаток Гесперія, 48. Прінстон, Нью-Джерсі: Американська школа класичних досліджень в Афінах, 2015.
- Грант, Майкл. Піднесення греків. Нью-Йорк: Macmillan Publishing Company. 1987 рік.
- Граммонд, Ненсі Т.; Ріджвей, Брунільда С., Від Пергаму до Сперлонги: скульптура та контекст, Каліфорнійський університет, 2000,ISBN 0-520-22327-6. Книги Google.
- Хаммонд, Історія Греції. Видавництво Оксфордського університету. 1967 рік. Історія Греції, включаючи Коринф від ранніх цивілізацій (6000–850) до розколу імперії та окупації Антипатром Греції (323—321).
- Каган, Дональд. Падіння Афінської імперії. Нью-Йорк: Видавництво Корнельського університету. 1987 рік. 9798574538371
- Романо, Девід Гілман. Легка атлетика і математика в архаїчному Коринфі: походження грецького стадіону. Мемуари Американського філософського товариства, вип. 206. 1993.
- Салмон, Дж. Б. Багатий Коринф: Історія міста до 338 р. до н. е. Оксфорд: Clarendon Press. 1984 рік.
- Скехілл, Девід. Витоки Коринфської столиці. Структура, зображення, орнамент: архітектурна скульптура в грецькому світі. Під редакцією Пітера Шульца та Ральфа фон ден Гоффа, 40–53. Оксфорд: Oxbow. 2009 рік.
- Тартарон, Томас Ф., Деніел Дж. Пуллен, Тімоті Е. Грегорі, Джей С. Ноллер, Річард М. Ротхаус, Вільям Р. Карагер, Джозеф Л. Райф, Девід К. Петтегрю, Ліза Цорцопулу-Грігорі, Дімітрі Накассіс та Роберт Шон. «Археологічне дослідження Східної Коринтії: інтегровані методи для динамічного ландшафту». Гесперія 75:453–523, 2006.
- Віл, Є. Коринтіака. Recherches sur l'histoire et la civilization de Corinthe des origines aux guerres médiques. Париж: де Боккар, 1955.
- Карти Британського Адміралтейства: BA1085, BA1093, BA1600
- Результати Американської школи класичних досліджень Corinth Excavations опубліковані в Corinth Volume I to XX, Princeton.
- Звіти та статті про розкопки в Гесперії, Прінстон.
- Частковий текст із біблійного словника Істона, 1897 рік